# 100,000,000 Bon Jovi Fans Can't Be Wrong
Albums de Bon Jovi
This Left Feels Right
(2003) Have a Nice Day
(2005)
Singles
1. The Radio Saved My Life Tonight
Sortie : 2004

100,000,000 Bon Jovi Fans Can't Be Wrong est un coffret de quatre CD et un DVD de Bon Jovi sorti en novembre 2004.
Le titre de l'album célèbre les vingt ans de carrière du groupe, ainsi que des ventes impressionnantes, mais c'est aussi une référence à un disque d'Elvis Presley appelé 50,000,000 Elvis Fans Can't Be Wrong. Il présente également une pochette assez identique, où les membres de Bon Jovi sont en costumes dorés, tel qu'était Elvis Presley.

## Genèse et contenu du coffret
Le projet de ce disque remonte au début des années 1990 car le groupe avait entassé de nombreux titres n'ayant jamais été diffusé. Malgré ses incroyables ventes, le groupe s'est toujours vu refuser de sortir un tel projet car les ventes des coffrets est généralement faible. Il a fallu attendre l'anniversaire du groupe et un nombre de ventes symbolique pour que le label du groupe décide de donner le feu vert à sa réalisation.
Les quatre disques qui composent le coffret ont été pensés par Jon Bon Jovi comme des disques indépendants. Il ne s'agit donc pas d'un amalgame hasardeux. Sur les cinquante chansons qui composent le coffret (plus un titre caché à la fin du quatrième cd), douze étaient déjà parues sur des faces B de single. Il y a donc trente-huit inédits jamais parus. La majorité de ces enregistrements provient des années 1990 et 2000. Il n'y a que trois titres issus des années 1980 : We Rule the Night, une chanson de 1985, puis Out of Bounds et Edge of a Broken Heart qui datent de 1986. Cette décision de Jon Bon Jovi a d'ailleurs fait grincer les dents de nombreux fans car si le groupe a particulièrement renié ses deux premiers albums, nombreux sont ceux qui auraient aimé entendre des chutes de studio de Slippery When Wet et New Jersey.
Certains titres dans ce coffret étaient destinés au troisième album solo de Jon Bon Jovi, enregistré en 1998, mais qui ne vit jamais le jour. Richie Sambora a réenregistré un titre inédit de son premier album solo, Stranger in This Town, tandis que David Bryan a proposé un titre d'un projet de comédie musicale non réalisé en 2004. Tico Torres, le batteur, chante sur un titre de 1994.
Jon Bon Jovi a également tenu à montrer une facette inconnue du grand public qui est la différence entre la première orchestration / enregistrement d'une chanson et le produit fini. Trois titres sont donc publiés dans ce coffret pour que les fans voient les distinctions entre la genèse et la réalisation de ces titres. C'est aussi pourquoi l'on trouve une chanson nommée Open All Night, qui date de 1995, jamais parue, et qui est différente de celle parue en 2002 sur l'album Bounce. Jon Bon Jovi insiste sur le fait qu'en tant que parolier, il a cherché le texte parfait à ses yeux à partir de ces mots.
Le DVD, quant à lui, est une succession de courtes interviews où le groupe évoque ses souvenirs à propos de ces chansons. Le livret reprend toutes ces déclarations ainsi que des mots de fans qui expriment leur amour du groupe.

## Liste des titres
Disque 1
1. Why Aren't You Dead? – 3:31
2. The Radio Saved My Life Tonight – 5:08
3. Taking It Back – 4:17
4. Someday I'll Be Saturday Night (démo) – 5:18
5. Miss Fourth of July – 5:40
6. Open All Night #2– 4:47
7. These Arms Are Open All Night – 5:20
8. I Get a Rush – 2:57
9. Someday Just Might Be Tonight – 4:13
10. Thief of Hearts (Jon Bon Jovi, Patrick Leonard) – 4:17
11. Last Man Standing – 4:32
12. I Just Want to Be Your Man – 3:28

Disque 2
1. Garageland – 3:26
2. Starting All Over Again (Jon Bon Jovi, Richie Sambora, Desmond Child) – 3:44
3. Maybe Someday – 4:43
4. Last Chance Train – 4:31
5. The Fire Inside – 4:50
6. Every Beat of My Heart – 4:49
7. Rich Man Living in a Poor Man's House (Jon Bon Jovi, Dave Stewart) – 4:22
8. The One That Got Away – 4:48
9. You Can Sleep While I Dream – 4:53
10. Outlaws of Love – 3:20
11. Good Guys Don't Always Wear White – 4:29
12. We Rule the Night – 4:09

Disque 3
1. Edge of a Broken Heart (Jon Bon Jovi, Richie Sambora, Desmond Child) – 4:35
2. Sympathy – 5:23
3. Only in My Dreams (mettant en vedette la voix de Tico Torres) – 5:07
4. Shut Up and Kiss Me – 2:47
5. Crazy Love – 4:25
6. Lonely at the Top – 3:51
7. Ordinary People – 4:07
8. Flesh and Bone – 5:01
9. Satellite – 4:56
10. If I Can't Have Your Love (mettant en vedette la voix de Richie Sambora) – 4:15
11. Real Life – 3:52
12. Memphis Lives in Me (de la comédie musicale Memphis) mettant en vedette David Bryan à la voix – 3:03
13. Too Much of a Good Thing – 4:23

Disque 4
1. Love Ain't Nothing But a Four Letter Word – 4:14
2. Love Ain't Nothing But a Four Letter Word (démo) – 4:08
3. River Runs Dry – 3:57
4. Always (démo) – 5:46
5. Kidnap an Angel – 5:56
6. Breathe – 3:41
7. Out of Bounds – 3:46
8. Letter to a Friend – 4:19
9. Temptation – 4:23
10. Gotta Have a Reason – 4:59
11. All I Wanna Do Is You – 3:03
12. Billy – 4:32
13. Nobody's Hero (démo) / Livin' on a Prayer (morceau caché) – 8:36

Disque 5 (Disque Bonus au Japon)
1. With a Little Help from My Friends (Live) – 6:16
2. Love Is War - 4:15
3. Borderline - 4:10
4. Hush - 3:45
5. I Wish Everyday Could Be Like Christmas - 4:28
6. Save a Prayer - 5:56
7. Fields Of Fire - 4:10
8. Another Reason To Believe - 3:29
9. Let's Make It Baby - 6:20
10. The End - 3:37

## Best of the Boxset (version simple disque)
Liste des titres :
1. The Radio Saved My Life Tonight
2. Why Aren't You Dead
3. I Get a Rush
4. Open All Night #2
5. Love Ain't Nothing But a Four Letter Word
6. Breathe
7. Lonely at the Top
8. Thief of Hearts
9. Edge of a Broken Heart
10. Taking It Back